# David Gillick
David Gillick, född den 9 juli 1983 i Dublin, är en irländsk friidrottare som tävlar i kortdistanslöpning.
Gillicks genombrott kom när han blev europamästare inomhus på 400 meter 2005. Han deltog även vid EM i Göteborg 2006 där han tog sig till semifinalen men fick där se sig besegrad. Vid inomhus-EM 2007 försvarade han sitt guld på 400 meter. 
Han deltog även vid VM 2007 i Osaka där han tog sig till semifinal men där slutade sexa och han kvalificerade sig inte till finalen. Vid Olympiska sommarspelen 2008 blev han utslagen i försöken på 400 meter.

## Personliga rekord
- 400 meter - 44,77